# Battlefield (Jordin Sparks album)
Battlefield is het tweede studioalbum van r&b zangeres Jordin Sparks, dat in Nederland op 17 juli 2009 uitkwam in andere regio's op de dagen erna via Jive en RCA. Op het album werkte de zangeres met producers als Ryan Tedder Toby Gad, T-Pain en The Runaways.
Het album bestaat uit R&B- en popnummers met invloeden uit de poprock en de dancepop. Het album werd kritisch goed ontvangen en geprezen vanwege de kwalitatieve consistentie en de veelvoud aan singlekeuzes. Het debuteerde op de zevende plek in de Amerikaanse Billboard 200. Als leadsingle werd het door Ryan Tedder geproduceerde en meegeschreven Battlefield gekozen.

## Productie en opname
Sparks bevestigde in vele interviews dat het album de thema's van de eerste single zou gebruiken. Vervolgens verscheen in een persbericht dat het album de titel Battlefield zou dragen vanwege de centrale positie van het thema met de andere nummers. Na de singlesuccessen van No Air, Tattoo en One Step at a Time, gingen de geruchten dat Freeze en Permanent Monday de volgende singles van het debuutalbum Jordin Sparks zouden zijn. De geruchten werden de wereld uitgeholpen toen Sparks bekendmaakte dat zij al begonnen was met nieuw materiaal. Sparks zei in een interview met Billboard dat de opnameproces verschilde bij het opnemen van het vorige album. Het schrijven aan het nieuwe album begon midden 2008 en het album werd opgenomen in een periode van ongeveer twintig dagen. Sparks had meer ruimte voor haar eigen input. Zo probeerde ze het geluid van het album volwassener te laten klinken en werkte ze mee aan twaalf van de dertig nummers. Op 18 mei 2009 werd bekendgemaakt dat Sparks nummers aan het kiezen was die het beste bij de leadsingle paste. Ze meldde dat er vanwege deadlines geen duetten op het album stonden. Bij de opnames hoopte ze echter op een samenwerking met Leona Lewis voor een ballad, Alicia Keys, Christina Aguilera en Justin Timberlake.

## Promotie en release
- 20 juli: Good Morning America
- 21 juli: Live with Regis and Kelly, Entertainment Tonight, Late Night with Jimmy Fallon
- 22 juli: The Today Show
- 23 juli: It's On with Alexa Chung
- 24 juli: The Wendy Williams Show

Gepland
- 9 augustus Teen Choice Awards

Het album wordt naast de standaardeditie met twaalf nummers, ook in een deluxe editie uitgebracht met bonusnummers. Daarop staan, naast de twaalf nummers, ook Papercut en Postcard en op de dvd beelden van achter de schermen. Als internationale bonusnummers staan de singles Tattoo en One Step at a Time van haar eerste album. De Japanse editie heeft naast deze twee ook Landmines als extra nummer.

## Tracklist

### Standaardeditie
1. "Walking on Snow" (S: Lucas Secon, Jeremy Shaw, Frankie Storm, Olivia Waithe; P: Lucas Secon) — 03:29
2. "Battlefield" (S: Wayne Wilkins, Louis Biancaniello, Sam Watters, Ryan Tedder; P: Ryan Tedder) — 04:01
3. "Don't Let It Go to Your Head" (S: Josh Alexander, Fefe Dobson, Harvey Mason Jr, Billy Steinberg; P: Harvey Mason, Jr) — 04:10
4. "S.O.S. (Let the Music Play)" (S: Chris Barbosa, Ed Chisolm; P: Cutfather, David Kopatz, Pilfinger) — 03:34
5. "It Takes More" (S: Andrea Martin, Carsten Mortensen, L. Secon; P: Andrea Martin) — 03:34
6. "Watch You Go" (S: Joshua Coleman, Lukasz "Dr. Luke" Gottwald, Benjamin Levin, Faheem "T-Pain" Najm; P: Ammo, Benny Blanco, Dr. Luke) — 03:52
7. "No Parade" (S: Anne Preven, Dapo Torimiro, Scott Cutler; P: Dapo Torimiro, Scott Cutler) — 03:31
8. "Let It Rain" (S: Lindy Robbins, Toby Gad; P: Toby Gad) — 03:45

#### Japanse bonusnummers
1. "Tattoo" (Amanda Ghost, Ian Dench, Mikkel S. Eriksen, Tor Erik Hermansen) — 03:54
2. "One Step at a Time" (Robbie Nevil, Lauren Evans, Jonas Jeberg, M. Hansen) — 03:26

### Deluxe editie

#### Extra nummers
1. "Papercut" (S: J. Sparks, L. Robbins, T. Gad; P. Toby Gad) — 03:37
2. "Postcard" (S: Vito Colapietro, Neely Dinkins, Walter Whitney, Brandon Williams, Shaunise Harris) — 04:02

#### Dvd inhoud
1. "Hangin' with Jordin Sparks" — 11:39
2. "Battlefield: Behind the Scenes" — 09:27
3. "Battlefield Photo Shoot — 06:57
4. "Battlefield Music Video" — 04:00

## Ontvangst
| Aanbieder | Lijst                     | Piek | Certificatie | Verkoopaantallen |
| --------- | ------------------------- | ---- | ------------ | ---------------- |
| RIAA      | Amerikaanse Billboard 200 | 7    |              | 48.000+          |
| ARIA      | Australië                 | 34   |              |                  |
| IRMA      | Ierland                   | 17   |              |                  |
| RIANZ     | Nieuw-Zeeland             | 17   |              |                  |
| OCC       | Verenigd Koninkrijk       | 11   |              | 12.810+          |

## Medewerkers
- Vocalen: Jordin Sparks
- Achtergrondvocalen: Jordin Sparks, Ryan Tedder, Dameon Aranda, Louis Biancaniello, Keeley Hawkes
- Schrijvers: Frankie Storm, Jeremy Shaw, Lucas Secon, Olivia Waithe, Louis Biancaniello, Ryan Tedder, Sam Watters, Wayne Wilkins, Billy Steinberg, Fefe Dobson, Josh Alexander, Jordin Sparks, Chris Barbosa, Ed Chisolm, David Kopatz, Keely Hawkes, Lasse Kramhøft, Mich Hedin Hansen, Andrea Martin, Carsten Mortensen, Lucas Secon, Benjamin Levin, Joshua Coleman, Lukasz “Dr. Luke” Gottwald, T-Pain, Lindy Robbins, Toby Gad, Christa Black, Sam Mizell, Shane Stevens, Carlos McKinney, Claude Kelly, StarGate (Mikkel Eriksen & Tor Erik Hermansen), Amanda Ghost, Ian Dench, Robbie Nevil, Lauren Evans, Jonas Jeberg, M. Hansen
- Mixer: Lucas Secon, Mark Alloway Louis Biancaniello, Sam Watters, Harvey Mason Jr., Serban Ghenea, Pete Hofman, Toby Gad, Manny Marroquin, Phil Tan, Josh Houghkirk, Jared Robbins
- Engineer: Tim Roberts, John Hanes, Emily Wright, Javier Valverde, Sam Holland, Aniela Gottwald, Toby Gad, Scott Naughton
- Pro-Tools: Dave Lopez , Pete Hofman
- Opname: Dave Lopez, Lucas Secon, Pete Hofman, Noel Zancanella, Louis Biancaniello, Sam Watters, Dapo Torimiro, Scott Cutler, Toby Gad, Billy Whittington, Adam Kagen, Eric Rennaker
- Producer: Lucas Secon, Ryan Tedder, The Runaways (Louis Biancaniello , Sam Watters , Wayne Wilkins), Harvey Mason Jr., Cutfather, David Kopatz, Mich "Cutfather" Hansen, Pilfinger, Ammo, Benny Blanco, Lukasz "Dr. Luke" Gottwald, Dapo Torimiro, Scott Cutler, Toby Gad, Sam Mizell, Claude Kelly
- Instrumentatie: Donald "Don E" McLean, Jeremy Shaw, Lucas Secon, Michael Biancaniello , Ryan Tedder, Louis Biancaniello, Wayne Wilkins, Harvey Mason Jr., Pilfinger, Dapo Torimiro, Toby Gad, Greg Hagan, Mike Payne, Eric Darken, Los DaMystro, Jeff Bova, Ian Dench

## Hitnotering
| "Battlefield" in de Nederlandse Album Top 100 - binnen: 19-09-2009 | "Battlefield" in de Nederlandse Album Top 100 - binnen: 19-09-2009 | "Battlefield" in de Nederlandse Album Top 100 - binnen: 19-09-2009 | "Battlefield" in de Nederlandse Album Top 100 - binnen: 19-09-2009 |
| Week                                                               | 01                                                                 | 02                                                                 |                                                                    |
| ------------------------------------------------------------------ | ------------------------------------------------------------------ | ------------------------------------------------------------------ | ------------------------------------------------------------------ |
| Nummer                                                             | 51                                                                 | 93                                                                 | uit                                                                |